# Distributed File System
Distributed File System (DFS) is de implementatie van Microsoft van het principe van een gedistribueerd bestandssysteem zoals toegepast binnen de serverlijn van Windows.
Microsoft heeft de DFS-implementatie verdeeld in twee takken, die vaak in combinatie worden toegepast: DFS-Namespace en DFS-Replicatie.

## DFS-Namespace
Bij DFS-Namespace is het mogelijk om een bepaalde groep fileshares, verdeeld over meerdere servers en/of locaties via een logische naam (unc: Universal Naming Convention) als een (virtueel) geheel te zien. Voor de eindgebruiker lijkt de DFS-Namespace een gewone lokale fileshare te zijn, maar de data kunnen in de praktijk verspreid zijn over diverse servers en locaties en vaak wordt er ook gebruikgemaakt van replicatie: de data zijn aanwezig op meerdere locaties en de gebruiker krijgt (automatisch) toegang tot de best toegankelijke dataset (bijvoorbeeld de data op zijn eigen locatie of krijgt verbinding met de site waarmee de beste verbindingen bestaan). Replicatie van de data kan ofwel via DFS-Replicatie plaatsvinden of via de oudere methode File Replication Service. Op Windowsdomeincontrollers wordt bijvoorbeeld de SYSVOL-aanlog-share op deze manier bekendgemaakt: de eindgebruiker is zich niet bewust van op welke server hij de SYSVOL-share kan vinden: het besturingssysteem zorgt ervoor dat hij verbinding maakt met de best toegankelijke bron.
Microsoft biedt naast de standaard ingebouwde tools voor DFS-N en DFS-R ook aanvullende software waarmee DFS volledig beheerd en bewaakt kan worden.

## DFS-Replicatie
Vanaf Windows Server 2003 en latere versies wordt DFS-R ondersteund. Voor die tijd bestond er alleen de File Replication Service of NTFRS. Deze optie wordt tot op vandaag als standaard gebruikt om de logon-shares van domein-controllers onderling te laten repliceren, al kan de klant er nu ook voor kiezen om ook deze speciale share via DFS-R te laten repliceren. Als de gebruiker een netwerkomgeving heeft met meerdere locaties, en tussen die locaties liggen WAN verbindingen dan is het niet altijd gewenst dat alle eindgebruikers via deze WAN-verbinding maakt met data die op een centrale locatie zouden staan. Dat zou werken als er maar een beperkt aantal gebruikers deze data zou gebruiken, maar als veel mensen dezelfde dataset willen benaderen kan het efficiënter zijn om een up-to-date kopie te benaderen op een lokale fileserver. Via DFS-R kan een klant een dergelijke distributie van data opzetten en tot in detail regelen hoe de files er op de verschillende locatie voor zorgen dat alle (verspreide) versies bijgewerkt worden. Hierbij kan rekening gehouden worden met de beschikbare bandbreedte en/of ervoor zorgen dat de replicatie vooral 's nachts plaatsvindt als de WAN links verder niet intensief gebruikt worden.
Door zowel DFS-R als DFS-N samen te gebruiken is het mogelijk om een consistente naamgeving voor gedeelde bronnen (zoals file-shares) in het netwerk te gebruiken zonder dat de eindgebruiker zich bewust hoeft te zijn van de daadwerkelijke locatie waar de data zich bevinden en zich ook geen zorgen hoeft te maken over het verspreiden van wijzigingen naar alle locaties.